# Калидон
Калидо́н (др.-греч. Κᾰλῠδών) — древнегреческий город в Южной Этолии, на западном берегу реки Эвинос, на выступе Аракинфа. Вместе с куретским городом Плевроном являлся главным городом страны.
Основан либо легендарным Этолом, либо его сыном Калидоном. Город был очень знаменит во времена Гомера (Il. 2, 640. 9. 589), и упоминался им как «скалистый», «высокодержащий» и «прекрасный».
В греческих мифах прославлен своим героем Мелеагром и Калидонской охотой, о которой рассказывается в «Илиаде» (I, 529 сл.). Предание гласит, что калидонский царь Эней, принося жертву богам, забыл об Артемиде. Разгневанная богиня наслала на страну страшного вепря. Сын Энея, Мелеагр, убил вепря. Однако из-за шкуры и головы убитого зверя разгорелся спор между калидонцами и их соседями куретами.
Сюжет мифа был положен в основу драмы Фриниха «Плевронянки».